# Marilou Duringer
Marilou Duringer (* 1. September 1948), nach ihrer Eheschließung Marilou Duringer-Eckert, ist eine ehemalige französische Fußballspielerin und Vereins- sowie Verbandsfunktionärin. Der Journalist und Buchautor Pascal Grégoire-Boutreau bezeichnet sie als „DIE unbestrittene Persönlichkeit und Kämpferin für den französischen Frauenfußball“.

## Karriere
Als Mitte der 1960er Jahre der Frauenfußball in Frankreich – ausgehend vom Landesnorden, der Champagne und dem Elsass – eine Renaissance erlebte, gehörte Marilou Duringer zu den Pionierinnen dieser vom französischen Verband FFF tolerierten, aber noch nicht anerkannten, geschweige denn unterstützten Sportart. Als Kind schaute sie sonntags zusammen mit ihrem Vater und ihren Brüdern Männerspielen zu. Bereits als 16-Jährige spielte sie regelmäßig selbst in einer Frauenelf, die beim örtlichen FC Schwindratzheim offizielle Aufnahme gefunden hatte, und wurde dadurch zu einer der ersten Französinnen mit einer offiziellen Spielerinnenlizenz. Erst rund fünf Jahre später, im März 1970, beschloss die FFF auch förmlich, den Frauenfußball zu legalisieren. Bis dahin war Duringer mit ihren Schwindratzheimerinnen bereits mehrfach Meisterin der regionalen Ligue d’Alsace geworden; ein landesweiter Meisterschaftswettbewerb wurde allerdings erst mit der Saison 1974/75 eingeführt, eine einheitliche französische Frauenliga sogar erst 1992.
1973 schlossen sich die Frauen des FC Schwindratzheim dem FC Vendenheim an, und auch dort spielte Marilou Duringer ungeachtet eines mit 35 Jahren erlittenen dreifachen Knöchelbruchs bis zu ihrem 40. Lebensjahr noch weiter aktiv. In der ersten Hälfte der 1970er lud sie Nationaltrainer Pierre Geoffroy zu einem Lehrgang der französischen Nationalfrauschaft nach Reims ein; ihr Urlaubsantrag wurde von ihrem Arbeitgeber, einem Versicherungsunternehmen, jedoch mit den Worten „Das hier ist Ihr Beruf und kein Spiel“ abgelehnt. Gleichzeitig wuchs sie beim FC Vendenheim in ihre neue Rolle als ehrenamtliche Vereinsfunktionärin hinein, in der sie auch Anfang der 2010er Jahre noch tätig ist. 
1985 wurde sie als erste Frau in den Nationalrat des Amateurfußballs sowie in den Bundesrat des Landesverbandes FFF gewählt. Es dauerte nicht lange, bis sie auch zur Delegationsleiterin (chef de délégation) der Frauennationalelf ernannt wurde. Fortan begleitete sie die Fußballerinnen insbesondere zu internationalen Freundschaftsturnieren und, nachdem Frankreich sich ab 1997 für die Europa- und 2003 erstmals auch für eine Weltmeisterschaftsendrunde qualifizieren konnte, auch zu den kontinentalen beziehungsweise Weltturnieren. Dieses Amt hatte sie auch bei der WM 2011 in Deutschland noch inne, und sie hat es an der Seite von vier (Francis Coché, Aimé Mignot, Élisabeth Loisel, Bruno Bini) der bisher sechs französischen Nationaltrainer ausgeübt; als FFF-Bundesrätin hat sie die Arbeit von sechs Verbandspräsidenten kontrolliert. Nachdem im Laufe des Jahres 2011 eine Neustrukturierung der Verbandsgremien erfolgt war, wurde sie zudem in die Hohe Behörde des Fußballs gewählt; im Dezember 2012 stellte Duringer sich für dieses Amt nicht wieder zur Wahl.
Ihre Hauptaufgabe und ihr zentrales Anliegen über inzwischen vier Jahrzehnte besteht allerdings weiterhin im Ringen um Anerkennung und Gleichbehandlung des Frauenfußballs. Denn bis in die Gegenwart sind die Frauen, gemessen an ihrem Anteil an der FFF-Gesamtmitgliederzahl (2011 etwa 3 %), in den entscheidenden Verbandsgremien zwar überproportional vertreten, allerdings weiterhin deutlich in der Minderheit – eine im 12-köpfigen Exekutivkomitee und zwei von 20 Mitgliedern der Hohen Behörde. Marilou Duringer hatte noch 2003 konstatiert, dass bis weit in die 1990er Jahre innerhalb des Verbands ein „absolutes Desinteresse an Themen des Frauenfußballs“ vorherrschte – „und auch heute noch müssen wir ständig Überzeugungsarbeit leisten. Wir finden nicht die gleiche Beachtung wie die Männer. […] Der Kampf geht weiter“.
Im September 2012 zeichnete die FFF die „Pionierin des französischen Frauenfußballs“ für ein Vierteljahrhundert Engagement als Delegationsleiterin aus. 2018/19 wurde zum ersten Mal der nach ihr benannte, landesweite Wettbewerb für Schulmannschaften der Mädchen (Challenge Marilou Duringer) ausgetragen; nachdem die Corona-Pandemie in den folgenden beiden Jahren dessen Austragung verhinderte, findet er 2021/22 wieder statt.